# Osmanska Algeriet
Osmanska Algeriet var mellan 1515 och 1830 en osmansk vasallstat i dagens Algeriet i norra Afrika.
Efter profeten Muhammeds död på 600-talet inleddes den islamiska expansionen som innebar en hastig spridning av den nyetablerade religionen islam och stora landerövringar av Rashidunerna och Umayyaderna. Den första arabiska militärexpeditionen anlände till Nordafrika i mitten av 600-talet och araberna namngav området Maghreb, vilket på arabiska betyder väster. Landområdena som araberna erövrade konverterades till islam och "arabiserades". Detta skedde även med Numidien. Berberna som bodde i området motsatte sig dock att konvertera till islam och flydde istället till bergsområden och öknen.
Staden Alger grundades år 935 och styrdes av araberna i 500 år. 1527 hotades staden av spansk erövring och man begärde hjälp från det Osmanska riket. Osmanerna kom därav att styra regionen i drygt 300 år, en tid då Algeriet utvecklades till en fruktad sjörövarstat.

### Fotnoter
1. ↑  Salih Özbaran (1994). The Ottoman response to European expansion: studies on Ottoman-Portuguese relations in the Indian Ocean and Ottoman administration in the Arab lands during the sixteenth century. Isis Press. sid. 35. ISBN 978-975-428-066-1. http://books.google.com/books?id=wzppAAAAMAAJ. Läst 25 februari 2013
2. ↑  Andrew C. Hess (1 december 2010). The Forgotten Frontier: A History of Sixteenth-Century Ibero-African Frontier. University of Chicago Press. sid. 253. ISBN 978-0-226-33031-0. http://books.google.com/books?id=4DTOTrXcazMC&pg=PA253. Läst 25 februari 2013